# Vagrant
Vagrant — відкритий інструментарій для спрощення формування, встановлення та керування образами віртуальних машин при вирішенні завдань розробки і тестування проектів з використанням різних систем віртуалізації.  У базовій поставці проект надає засоби інтеграції з VirtualBox, але через підключення плаґінів дозволяє використовувати й інші системи віртуалізації. Код програми написаний на Ruby, але його можна використовувати також на інших програмних платформах, таких як PHP, Python, Java чи C#.
Початковий код проекту поширюється під ліцензією MIT.
Серед відомих компаній, які використовують у своїй роботі Vagrant, відзначаються BBC, Rackspace, O'Reilly, Mozilla і Nokia.
Vagrant дозволяє без зайвих ускладнень згенерувати готове до роботи оточення для розробки із заданими параметрами і начинкою, використовуючи єдиний конфігураційний файл.  Створювані оточення містять переднастроєні компоненти обраної операційної системи, дозволяють підключатися до них через SSH і копіювати дані через спільні теки (shared folders).  Для спрощення розгортання застосунків всередині оточень, в них передустановлені системи Chef та Puppet.  До складу оточень також включається повний комплект для запуску і розробки застосунків на Ruby. 
Оточення можна створювати на базі різних операційних систем, у тому числі Windows, Mac OS X, Ubuntu, Debian, Red Hat Enterprise Linux, CentOS, Arch Linux і Fedora.  Наприклад, для створення повністю готового до роботи оточення на базі 32-розрядної Ubuntu 12.04 досить виконати команди: 
```
 vagrant box add precise32 http://files.vagrantup.com/precise32.box 
 vagrant init precise32 
 vagrant up

```

## Зміна ліцензії
10 серпня 2023 року HashiCorp оголосила, що змінила ліцензію Vagrant з ліцензії  MIT на бізнес-ліцензію Business Source License 1.1.

## Виноски
1. ↑  Vagrant: EC2-Like Virtual Machine Building and Provisioning from Ruby. Архів оригіналу за 26 серпня 2013. Процитовано 14 травня 2012.
2. ↑  Vagrant - Getting Started - Project Setup. Архів оригіналу за 26 серпня 2013. Процитовано 20 вересня 2012.
3. ↑  Релиз инструментария для создания виртуальных окружений Vagrant 1.1 [Архівовано 19 березня 2013 у Wayback Machine.] // opennet.ru 18.03.2013
4. ↑  HashiCorp's new license is still open source-ish, just with less free lunch.
5. ↑  HashiCorp adopts Business Source License.